# The Haunted House (film från 1929)
The Haunted House är en amerikansk animerad kortfilm med Musse Pigg från 1929.

## Handling
Det är en stormig kväll och Musse Pigg söker skydd i ett hus. Huset visar sig vara hemsökt och är bebott av ett gäng skelett. De beordrar Musse att spela på orgel, vilket han gör som leder till att skeletten dansar.

## Om filmen
Filmen är den 14:e Musse Pigg-kortfilmen som producerades och den elfte som lanserades år 1929.
Filmen återanvänder delvist animation från Disneys tidigare kortfilm Skelettdansen från 1929.
Detta är den första Musse Pigg-filmen med skräckfilmstema.

## Rollista
- Walt Disney – Musse Pigg[5]